# Пикохада

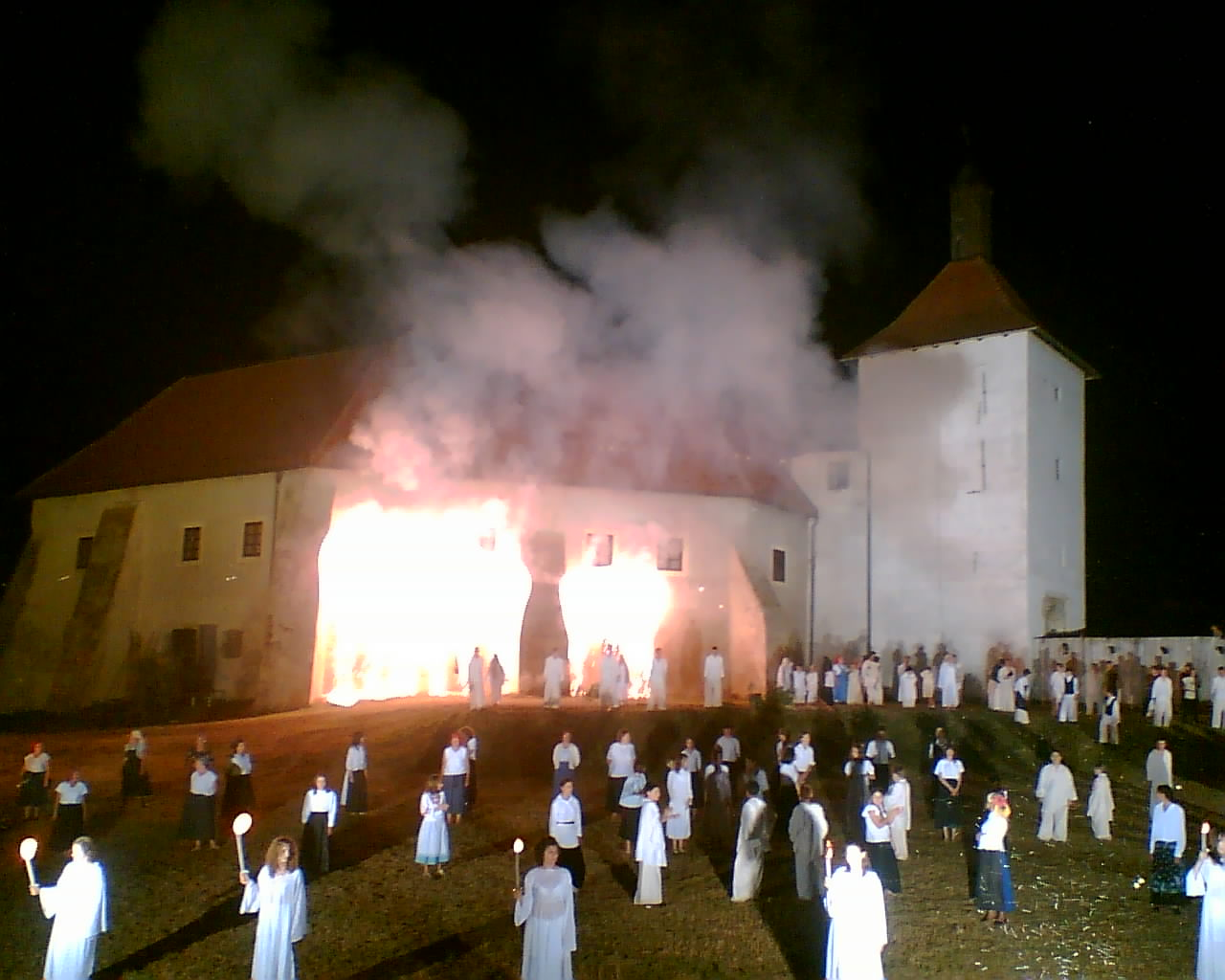
Сцена из спектакля «Легенда о петухе»

Пикохада (хорв. Picokijada) — традиционное культурно-туристическое мероприятие, которое проводится с 1968 года в конце июня в городе Джурджевац на севере Хорватии. Празднества длятся три дня, а главным событием является Legenda o picokima («Легенда о петухе»), воспоминание об обороне города Джурджевац от турок-османов.
«Легенда о петухе» разворачивается во время нападения османских войск на Старый город Джурджевац. После того, как армия Улама-бега столкнулась с неожиданным сопротивлением и не смогла взять крепость Джурджевац, он решил провести длительную осаду с целью уморить голодом армию, которая пряталась внутри.

## Происхождение

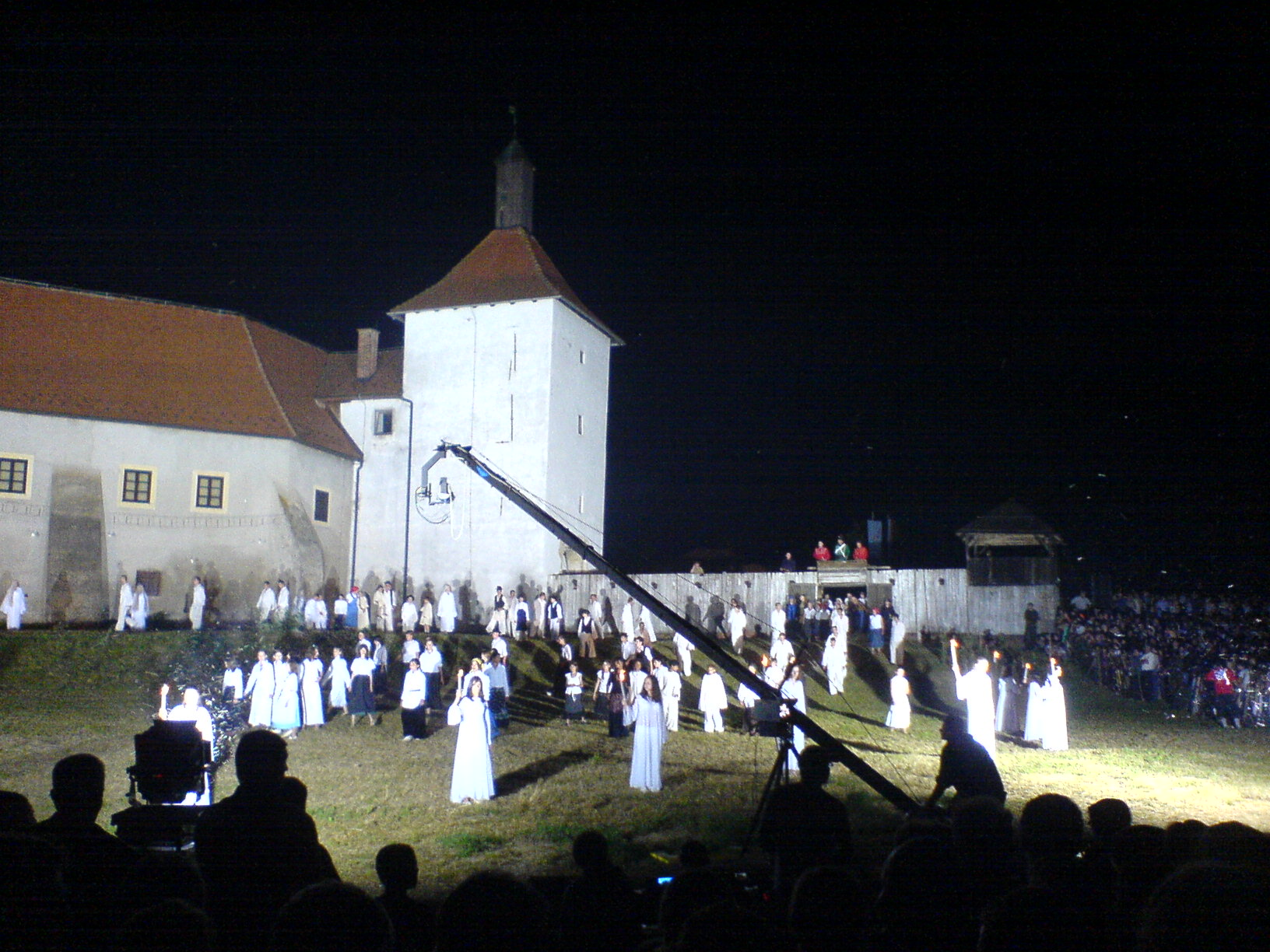
Спектакль, проходящий каждый год

### Легенда о петухе
Согласно устной традиции, в 16 веке армия османов осадила город и в конечном итоге окружила крепость. В конце концов не осталось никаких источников пищи, кроме одного маленького петуха. Поскольку этого было недостаточно, чтобы накормить людей, старая женщина предложила капитану выстрелить петухом из пушки в османский лагерь, что он и сделал.
После атаки петухов Улама-бег предположил, что если город может выстрелить источником пищи, у них должно быть много запасов. Таким образом, он закончил осаду и покинул поле битвы, но перед этим проклял жителей Джурджеваца, назвав их Picoki или «петухами».

### Современная память
История была впервые записана в 1898 году Томо Ялжабетичем, описывающим обычаи и традиции Джурджеваца.
Ежегодные празднования проводятся с 1968 года, и фестивали становятся большой туристической достопримечательностью региона Подравина. Многие местные жители принимают участие в актерской игре и постановке пьесы, а местные группы и школьники вносят свой вклад в празднества. С 2006 года мероприятие находится под защитой Министерства культуры Республики Хорватия как нематериальное культурное наследие Республики Хорватия.
Каждый год перед крепостью Джурджевац ставится большая сценическая постановка, изображающая осаду вместе с ролью петуха, кульминацией которой становится памятное проклятие города Улама-бега:
```
A vi tamo, pernati junaci, što picekima bojeve bijete, ime PICOKA dovijeka nosili! PICOKIMA vas djeca zvala, a unuci vaši ostat će PICOKI! 
Перевод на 
русский язык
: «И вы там, пернатые герои, что сражаются с петухами, всегда будете носить имя петухов! Ваши дети будут называть вас петухами, а ваши внуки останутся петухами!»
[
4
]
```